# فلای‌مکز
فلای‌مکز (به انگلیسی: FlyMex) یک شرکت هواپیمایی است. دفتر مرکزی فلای‌مکز در تولوکا، استادو د مخیکو، مکزیک واقع شده‌است.